# منطقة فادوز

مقطع عرضي لمنحدر تل يبين منطقة فادوز ومنطقة الشعيرات المائية ومستوى المياه الجوفية والمنطقة الجوفية أو المشبعة. (المصدر: الماسح الجيولوجي الأمريكي.)

إن منطقة فادوز, يطلق عليها أيضًا مصطلح المنطقة غير المشبعة (ولكنه مصطلح غير صحيح إلى حد ما)، هي ذلك الجزء من الأرض الذي يتوسط بين سطح الأرض وأعلى المنطقة الجوفية أي المكان الذي تكون عنده المياه الجوفية (المياه داخل مسام التربة) عند مستوى الضغط الجوي (كلمة «فادوز» مشتقة من الكلمة اللاتينية بمعنى «ضحل»). ومن ثم فإن منطقة فادوز تمتد من أعلى سطح الأرض حتى مستوى المياه الجوفية. ويكون علو الضغط للماء في منطقة فادوز أقل من الضغط الجوي، ويحتبس هذا الماء بفعل كل من الالتصاق (المياه الجوفية التوترية) والخاصية الشعرية (المياه الجوفية الشعرية). فإذا قامت منطقة فادوز بتغليف التربة، فيطلق على الماء المحصور داخلها اسم رطوبة التربة. وفي التربة ذات الحبيبات الناعمة، يمكن أن تتسبب الخاصية الشعرية في تشبع مسام التربة تمامًا فوق مستوى المياه الجوفية عند ضغط أقل من الضغط الجوي. وفي مثل تلك التربة، تكون المنطقة غير المشبعة هي القطاع الأعلى من منطقة فادوز وليست مطابقة لها.
تتم دراسة حركة الماء داخل منطقة فادوز في مجال فيزياء التربة وعلم المياهيات، وبصورة خاصة الهيدروجيولوجيا، وتلك الدراسة مفيدة في الزراعة وانتقال المواد الملوثة والسيطرة على الفيضان. وعادة ما تستخدم معادلة ريتشارد في وضع وصف حسابي لتدفق الماء، وتعتمد تلك المعادلة اعتمادًا جزئيًا على قانون دارسي. ترشيح المياه الجوفية، هي عملية مهمة تؤدي إلى إعادة ملء خزانات المياه الجوفية، وتحدث تلك العملية عمومًا عبر منطقة فادوز من خلال الترسيب.
في الاستغوار، تكون ممرات الكهف التي تشكلت في منطقة فادوز مشابهة للوادي من ناحية الشكل، حيث يقوم الماء بإذابة صخر الأديم على سطح الممر. بينما تسمى الممرات التي تنشأ في ظروف مليئة تمامًا بالماء باسم الممرات الجوفية ويكون شكلها دائريًا في القطاع العرضي.

## كتابات أخرى
- "Vadose Zone Journal". مؤرشف من الأصل في 2010-07-24. اطلع عليه بتاريخ 2006-07-01.